# Senecas

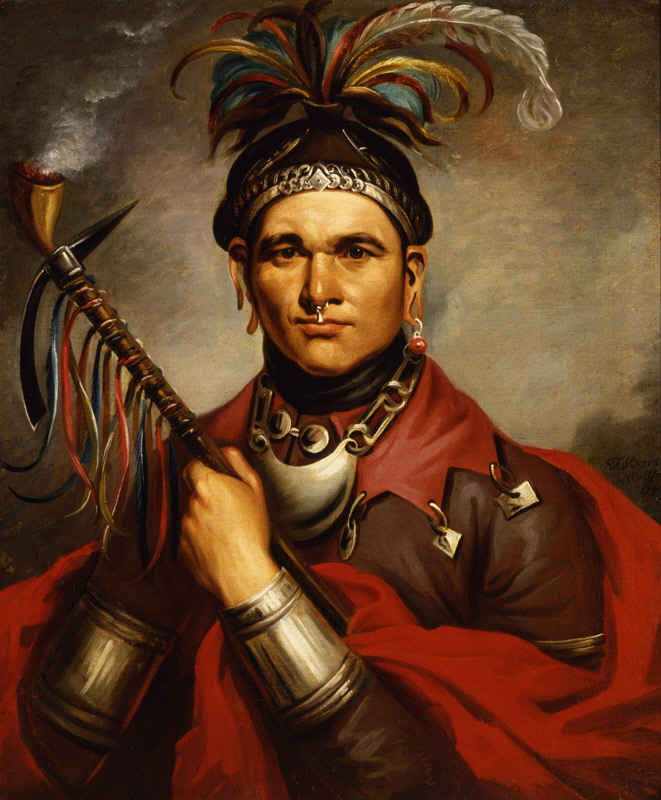
Chefe seneca Cornplanter (retrato por F. Bartoli, 1796)

Os senecas constituem um grupo de povos indígenas dos Estados Unidos. São a mais ocidental das nações dentro das Seis Nações ou Liga Iroquesa. Embora não haja comprovação factual, aproximadamente de 15 a 20 mil senecas viveriam nos Estados Unidos e Canadá, dentro e fora de reservas indígenas em torno de Buffalo, no estado de Oklahoma, e nas proximidades de Brantford, na província de Ontário.